# Flancourt-Catelon
Flancourt-Catelon ist eine Ortschaft und eine Commune déléguée in der Gemeinde Flancourt-Crescy-en-Roumois mit 507 Einwohnern (Stand: 1. Januar 2019) in der Normandie (vor 2016: Haute-Normandie) in Frankreich. 
Zum 1. Januar 2016 wurde Flancourt-Catelon mit Bosc-Bénard-Crescy und Épreville-en-Roumois zur Commune nouvelle Flancourt-Crescy-en-Roumois zusammengelegt. Die Gemeinde Flancourt-Catelon gehörte zum Département Eure, zum Arrondissement Bernay und zum Kanton Bourgtheroulde-Infreville.
Flancourt-Catelon liegt etwa 41 Kilometer südwestlich von Rouen.

## Bevölkerungsentwicklung
| Jahr                      | 1962 | 1968 | 1975 | 1982 | 1990 | 1999 | 2006 | 2013 |
| ------------------------- | ---- | ---- | ---- | ---- | ---- | ---- | ---- | ---- |
| Einwohner                 | 271  | 235  | 249  | 267  | 286  | 368  | 435  | 484  |
| Quelle: Cassini und INSEE |      |      |      |      |      |      |      |      |

## Sehenswürdigkeiten
- Kirche Saint-Ouen in Flancourt aus dem 13. Jahrhundert, spätere Umbauten
- Kirche Saint-Lubin in Catelon aus dem 11. Jahrhundert, im 18. Jahrhundert umgebaut
- Herrenhaus von Catelon aus dem 17. Jahrhundert
- Herrenhaus von Cardos aus dem 17. Jahrhundert, im 19. Jahrhundert umgebaut
- Herrenhaus von La Vacherie aus dem 16./17. Jahrhundert

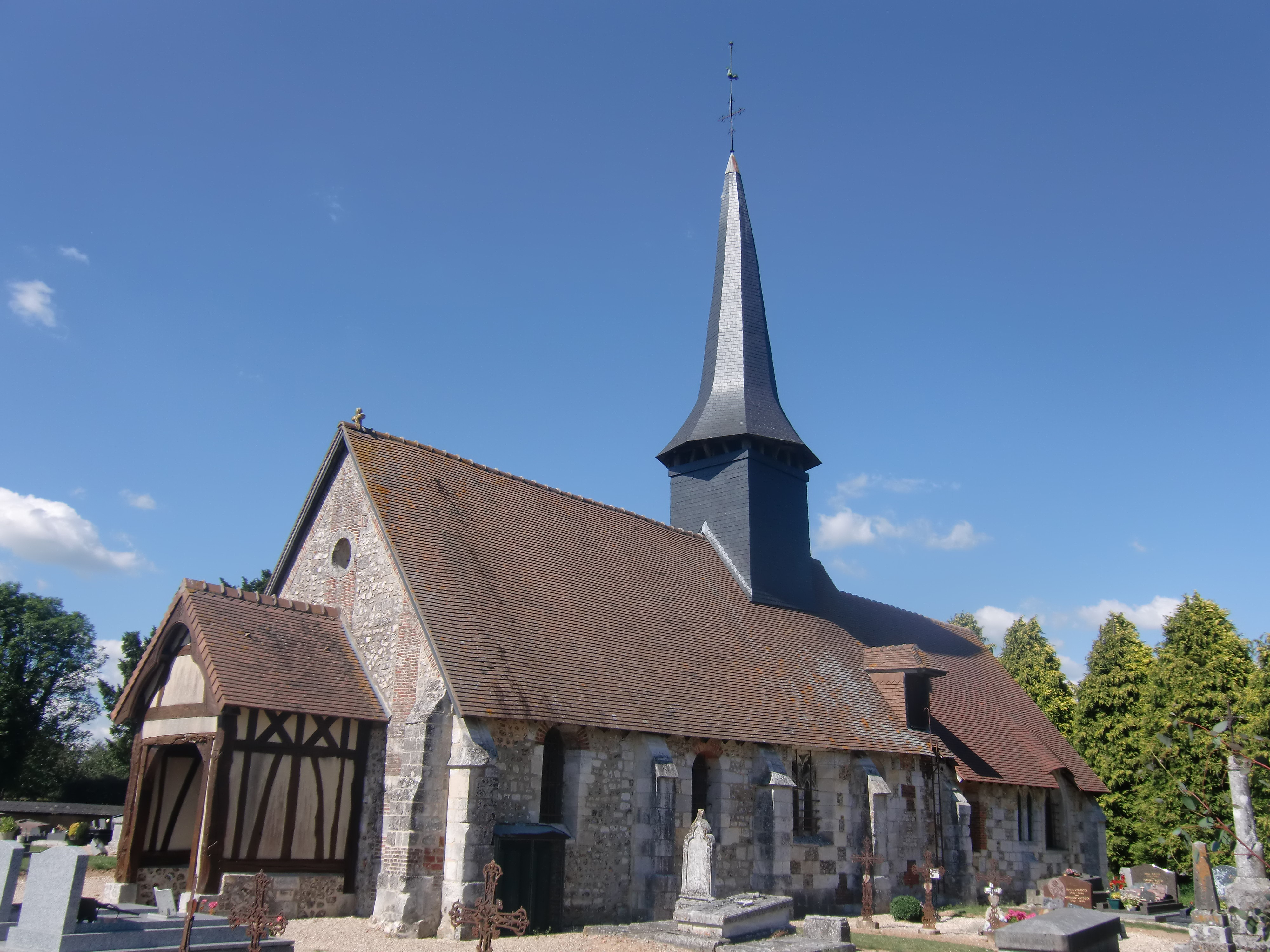
Kirche Saint-Ouen
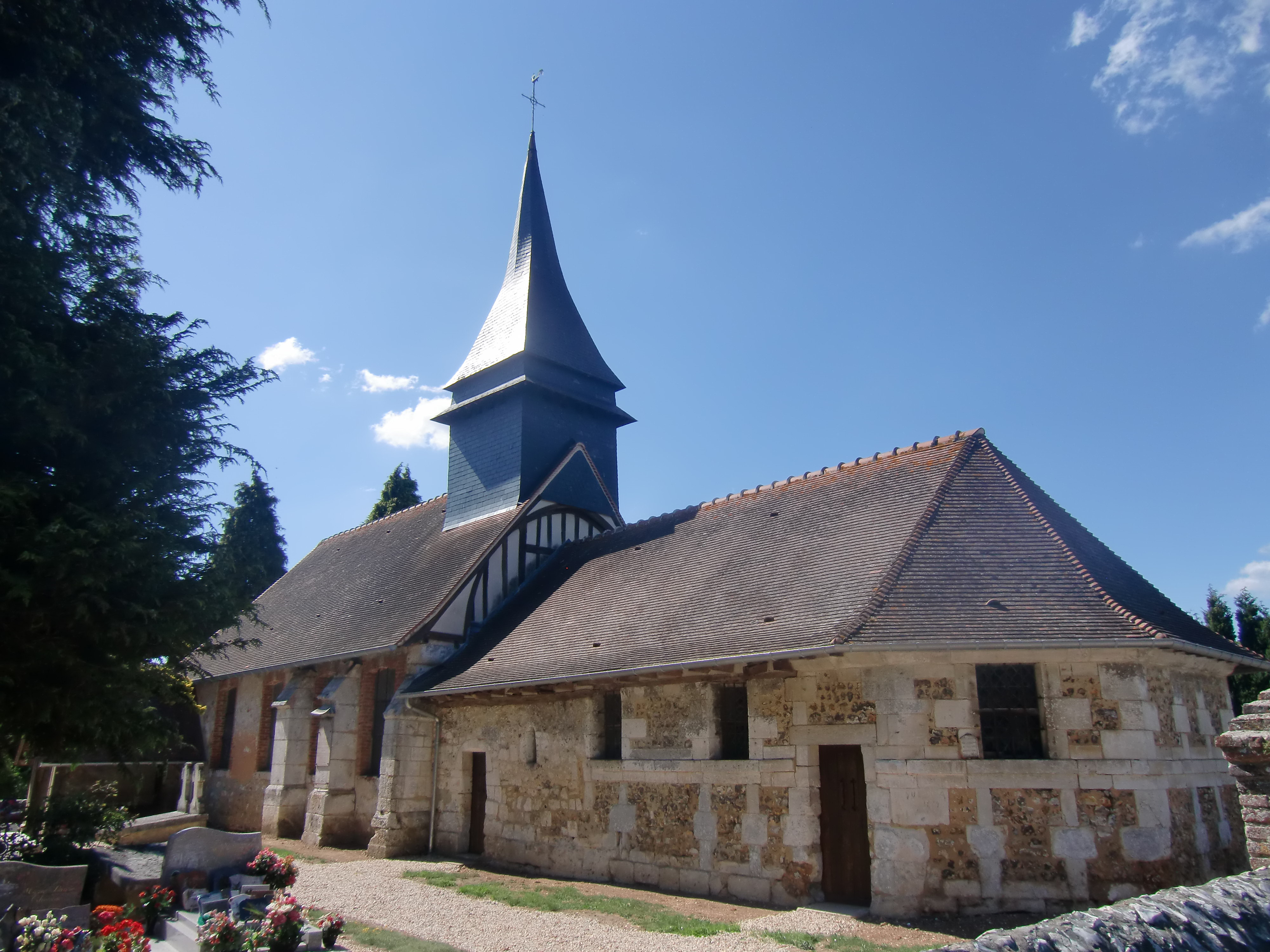
Kirche Saint-Lubin